# Guillaume d'Aubigny (3e comte d'Arundel)
Pour les articles homonymes, voir Guillaume d'Aubigny.
Guillaume d'Aubigny, 3e comte d'Arundel, nommé également William de Albini IV, (né avant 1180 mort le 1er février 1221 est un noble anglo-normand favori du roi Jean Sans Terre, qui a participé à la Cinquième croisade.

## Origine
Guillaume est le fils de Guillaume d'Aubigny, 2e comte d'Arundel et de Matilda de St Hilary, et le petit-fils par son père de la reine Adélaïde de Louvain la veuve d'Henri Ier.

## Favori royal
Guillaume est un des favoris du roi Jean. Il est témoin lors de la concession par le roi du royaume d'Angleterre au Pape le 15 mai 1213. Le 14 juin 1216 il rejoint cependant le prince Louis (futur Louis VIII de France) lorsque le roi Jean abandonne Winchester. Il rend son allégeance au nouveau roi Henri III d'Angleterre après la victoire du parti royal à bataille de Lincoln, le 14 juillet 1217.

## Croisade et mort
Il décide alors en 1218 de rejoindre la Cinquième Croisade (1217–1221). Il meurt lors de son voyage de retour, à Caneill, en Italie, près de Rome, le 1er février 1221. La nouvelle de sa mort parvient en Angleterre le 30 mars suivant. Son corps est rapporté et inhumé dans l'abbaye de Wymondham.
Son titre passe à son fils aîné Guillaume d'Aubigny, 4e comte d'Arundel, jusqu'à sa mort sans enfant en 1224, puis à son fils cadet
Hugues d'Aubigny, 5e comte d'Arundel.

## Union et descendance
Entre 1196 et 1200 Guillaume épouse Mabelle de Chester (née vers 1173), fille de Hugues de Kevelioc, 5e comte de Chester, et de Bertrade de Montfort qui lui donne les enfants suivants:
- Guillaume d'Aubigny, 4e comte d'Arundel (mort en 1224); inhumé à l'abbaye de Wymondham
- Hugue d'Aubigny, 5e comte d'Arundel (mort le 7 mai 1243); inhumé à l'abbaye de Wymondham
- Maud d'Aubigny, (morte après 1210), épouse Robert de Tattershall
- Isabelle d'Aubigny; épouse de John Fitzalan, Lord d'Oswestry
- Nicole d'Aubigny (morte après 1240); épouse Roger de Somery, Baron Somery de Dudley Castle (mort le 26 août 1273), fils de Ralph de Somery (mort en 1211).
- Cécile d'Aubigny épouse Roger de Mahaut/Montalt/Monte Alto de Hawarden (morte1260). Ils reçoivent le château de Rising, dans le comté de Norfolk.